# Зооноза
Зооноза је болест коју човек добија од болесних или наизглед здравих животиња. Вековна блискост човека и животиња довела је до могућности преноса инфективних агенаса између животиња и људи. Назив ове групе болести, зооноза, настао је од грчких речи (ζῷον [zoon] — „животиња” и νόσος [nosos] — „болест”). Узрочници зооноза могу бити бактерије, вируси, рикеције, гљиве и паразити.

## Путеви преношења
Велики је број патогена који кружи и изазива болести међу животињама, повремено се може пренети и на људе. Зоонозу човек може добити од и дивљих животиња, глодара, артопода, птица који живе у непосредном човековом окружењу, али и од домаћих животиња и кућних љубимаца. Најчешћи путеви преношења зоонозе су:
Директним контактом са животињама
- Удисањем ваздуха или прашине контаминиране животињским екскретима или директним контактом са зараженом стоком, односно њиховим секретима и ткивима.
- Контаминацијом са зелених и јавних површина изметом паса. У градским срединама овај начин преношења има велики значај у појави и ширењу паразитских зооноза (Toxocara canis, Dyphillidium canis, Ehinococcus granulosus).
- Уједом заражене животиње.

Преко хране
Алиментарна путем или употребом хране животиња, која није довољно термички обрађених (месо, млеко, јаја)
Путем вектора
Вектори који преносе зоонозе могу бити крпељи, комарци, муве, глодари ...
Неке зоонозе су космополитски распрострањене док се друге јављају само на одређеним подручјима (ендемска зооноза). Важан чинилац у ширењу космополитских зооноза је миграција клицоноша или носилаца узрочника-резервоара инфекције. Распрострањеност зооноза изазваних паразитима зависи од присуства, биолошких вектора који преносе узрочника од сталног до прелазног домаћина.
На трансмисију зооноза утиче температура и влага, које појачавају или смањују виталност инфективних облика. Зато њихова појава осим ендемског има и сезонски карактер јер је везана за одређено годишње доба.

## Најчешће зоонозе
| Група патогена | Болести |
| -------------- | --- |
| Бактерије      | Салмонелоза, Лептоспироза, Антракс, Болест мачијег огреба, Туберкулоза, Лајмска болест, Бруцелоза, Црвени ветар, Кампилобактериоза, Тетанус, Листериоза, Туларемија, Јерсиниоза, Сакагија, Бубонска куга, Мелиоидоза, Повратна грозница-борелиоза |
| Вируси         | Беснило, Авијална инфлуенза, Ебола гроозница, Ласса грозница, Хеморагијске грознице, Енцефалитис, Менингоенцефалитис |
| Паразити       | Трихинелоза, Тенијазе, Ехинококоза, Лишманијаза, Токсоплазмоза, Филариоза - Лоа лоа, Маларија, Болест спавања, Метиљавост, Шагасова болест, Дифилоботриоза, Пнеумоцистикоза, Хименолепидоза, Балантидиоза, Токсокариоза, Шистозомијаза.           |
| Рикеције       | Пегави тифус, Q–грозница |
| Гљиве          | Хистоплазмоза, Трихофитије, Микроспоридије |

## Клиничка слика
Клиничком сликом доминирају разнолики знаци и симптоми, чија је различитост зависна од;
- патогености и вируленције узрочника
- одбрамбених способности имунског система домаћина.

Тако код неких акутних зооноза клиничка слика протиче са врло благим клиничким симптомима, док друге имају буран и драматичан ток са тешком клиничком сликом.
Неке зоонозе имају хроничан ток са променама на различитим органима и органским системима (због дејства токсина или ензима), а могу се манифестовати упалном реакцијом, хиперплазијом или метаплазијом ткива, имуносензибилизацијом или променом антигенске структуре и појавом имунопатских болести.
Ако се поједине зоонозе које се преносе са животиња, не лече адекватно, оне могу бити смртоносне за човека (нпр беснило које се преноси угризом заражене животиње).
| „ | Узрочници зооноза могу изазивати обољења код више животињских врста. Инфлуенца вирус је типични представник микроорганизма који инфицирајући различите животињске врсте, рекомбинује гене са другим вирусима, стварајући на тај начин нове антигенске подврсте са повећаном инфективношћу па могу изазвати тешку клиничку слику грипа са компликацијама због недостатка имунитета хумане популације. | ” |

Дијагноза зооноза ретко се поставља на основу типичне клиничке слике. Зато добра анамнеза и исцрпни подаци о контакту оболеле особе, наводе лекара на циљана лабораторијска испитивања, без којих је тешко са сигурношћу поставити дијагнозу зооноза.

## Дијагноза
У дијагностици зоонозе примењују се следеће методе:
- директно изоловање узрочника болести,
- микроскопски преглед пунктата, столице крвног размаза или болничког материјала,
- доказивањем присуства антигена узрочника или присуства специфичних антитела разноврсним серолошким реакцијама.[4]

## Мере превенције
За успешну превенцију, сузбијање и заштиту од зооноза, од битног значаја је добро познавање путева преношења и ширења болести. Превенција има велики значај у борби против зооноза. У ове мере спадају:
- Редовно прање руку после употребе тоалета и контакта са животињама
- Масовна едукација становништва, посебно деце и власника паса.[6]
- Добра термичка обрада намирница
- Преглед свињског односно говеђег меса на присуство паразита пре употребе
- Редовна вакцинација становништва према програму вакцинисања и вакцинације пре одласка у егзотична подручја са ендемским зоонозама.[7]
- Хемопрофилакса све време боравка у егзотичним подручјима са ендемским зоонозама
- Заштита од инсеката - механичка или коришћењем различитих репелената.[8]
- Уништавање вектора или њихових легала
- Лечење клицоноша и паразитоноша
- Редовна ветеринарска контрола и вакцинација кућних љубимаца
- Стављање под контролу паса луталица
- Доношење законских прописа о држању и шетању паса

## Зооноза као биолошко оружје
Како би неки узрочници зооноза могли бити употребљени као биолошко оружје у свету све више раста њихов значај. Микроорганизми из групе зооноза који се користе као биолошки агенси нису уперени само против људског фактора него изазивају обољења животиња и биљака уништавајући тако природне ресурсе, што једном подручју или некој земљи наноси велике економске губитке.
На сву срећу, број микроорганизама који могу бити употребљени као биолошко оружје није велики.